# Vigo County
Vigo County is een county in de Amerikaanse staat Indiana.
De county heeft een landoppervlakte van 1.045 km² en telt 105.848 inwoners (volkstelling 2000). De hoofdplaats is Terre Haute.

## Bevolkingsontwikkeling

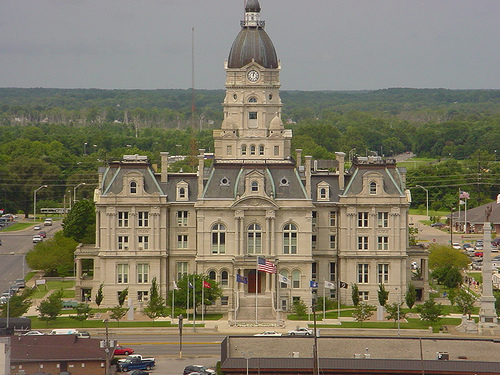
Vigo County Courthouse